# Torquigener
Torquigener is een geslacht van straalvinnige vissen uit de familie van kogelvissen (Tetraodontidae).

## Soorten
- Torquigener albomaculosus (Matsuura, 2014)
- Torquigener andersonae (Hardy, 1983)
- Torquigener altipinnis (Ogilby, 1891)
- Torquigener balteus (Hardy, 1989)
- Torquigener brevipinnis (Regan, 1903)
- Torquigener flavimaculosus (Hardy & Randall, 1983)
- Torquigener florealis (Cope, 1871)
- Torquigener gloerfelti (Hardy, 1984)
- Torquigener hypselogeneion (Bleeker, 1852)
- Torquigener hicksi (Hardy, 1983)
- Torquigener marleyi (Fowler, 1929)
- Torquigener perlevis (Ogilby, 1908)
- Torquigener pleurogramma (Regan, 1903)
- Torquigener paxtoni (Hardy, 1983)
- Torquigener parcuspinus (Hardy, 1983)
- Torquigener pallimaculatus (Hardy, 1983)
- Torquigener randalli (Hardy, 1983)
- Torquigener squamicauda (Ogilby, 1910)
- Torquigener tuberculiferus (Ogilby, 1912)
- Torquigener vicinus (Whitley, 1930)
- Torquigener whitleyi (Paradice, 1927)